# Batzitetic
Batzitetic es una localidad del municipio de Larráinzar ubicado en la región de Los Altos del estado mexicano de Chiapas.

## Geografía
La localidad de Batzitetic se sitúa en las coordenadas geográficas 16°56′42″N 92°46′08″O / 16.945000, -92.768889, a una elevación de 1,870 metros sobre el nivel del mar.

## Demografía
Según el Censo de Población y Vivienda 2020, efectuado por el Instituto Nacional de Estadística y Geografía, la localidad de Batzitetic tiene 345 habitantes, de los cuales 161 son del sexo masculino y 184 del sexo femenino. Su tasa de fecundidad es de 3.03 hijos por mujer y tiene 61 viviendas particulares habitadas.
| Gráfica de evolución demográfica de Batzitetic entre 1921 y 2020 |
|                                                                  |
| INEGI.                                                           |